# Macromaia
La família lingüística macromaia és una conjectura lingüística que afirma que podria existir un parentiu llunyà entre les llengües maies, les mixezoque i les totonaques. Totes aquestes llengües són originàries de l'àrea cultural coneguda com a Mesoamèrica.
Aquesta hipòtesi té una evidència feble, i dista molt de considerar-se definitiva. La hipòtesi totozoque més restringida d'un parentiu entre la família totonaca i la família mixe-zoque es considera una mica més probable, i s'ha aportat nova evidència recentment a favor seu.

## Introducció
Norman McQuown (1942) va proposar que les llengües mixe-zoque i les llengües maies podrien estar relacionades. Encara que fins a 1979 no es va fer massa treball per provar-la quan Brown i Witkowski van elaborar una llista de 62 cognats i van suggerir correspondències fonètiques entre ambdues famílies. Aquests autors van proposar dos articles en els quals parlaven d'un "tall mesoamericà" compost pel maia, el mixe-zoque i unes altres llengües mesoamericanes. Aquestes propostes van ser examinandes per Lyle Campbell i Terrence Kaufman que van rebutjar la proposta a causa dels errors metodològics que hi van detectar, invalidant la major part dels 62 cognats proposats inicialment. Campbell i Kaufman van explicar aquestes similituds lèxiques no com a mostra de parentiu sinó com a mostra de difusió lèxica i cultural dins de l'àrea lingüística mesoamericana.
No obstant això, posteriorment Campbell ha suggerit que existeixen altres evidències que recolzen el possible parentiu entre el maia, el mixe-zoque i el totonaca-tepehua. Si bé encara es considera que les proves en favor de la hipòtesi són minses, i no semblen haver-se provat correspondències fonètiques regulars. Alguns autors han suggerit que també el huave podria formar part d'una macrofamília juntament amb les llengües anteriors, encara que Campbell considera això últim poc probable.
El projecte de comparació sistemàtica automatitzada ASJP Arxivat 2014-01-27 a Wayback Machine. detecta un cert nombre de coincidències lèxiques entre el mixe-zoque i el totonaca-tepehua, però rebutja que sembli existir una proximitat estadística del vocabulari bàsic del maia amb els altres dos grups. De fet la distància entre el huave i el mixe-totonaca, sembla menor que l'existent entre aquest últim i les llengües maies. Si bé les similituds entre el mixe-zoque i el totonaco-tepehua semblen permetre la reconstrucció d'un proto-totozoque, les similituds del totozoque amb el huave o amb les llengües maies no s'ha provat rigorosament i podrien haver-se de deure's a raons accidentals, de convergència lingüística dins de l'àrea mesoamericana o a préstecs lèxics, per la qual cosa han de ser preses amb cautela i no necessàriament indiquen un parentiu real. Des del punt de vista de la proximitat lèxica es té el següent arbre cladístic:
|            | (huave)                                                         |
|            |                                                                 |
| Toto-Zoque | \| \| Mixe-Zoque \| \| \| \| \| \| Totonaco-Tepehua \| \| \| \| |
|            | \| \| Mixe-Zoque \| \| \| \| \| \| Totonaco-Tepehua \| \| \| \| |
|            | Mixe-Zoque                                                      |
|            |                                                                 |
|            | Totonaco-Tepehua                                                |
|            |                                                                 |

|  | Mixe-Zoque       |
|  |                  |
|  | Totonaco-Tepehua |
|  |                  |

|            | (huave)                                                         |
|            |                                                                 |
| Toto-Zoque | \| \| Mixe-Zoque \| \| \| \| \| \| Totonaco-Tepehua \| \| \| \| |
|            | \| \| Mixe-Zoque \| \| \| \| \| \| Totonaco-Tepehua \| \| \| \| |
|            | Mixe-Zoque                                                      |
|            |                                                                 |
|            | Totonaco-Tepehua                                                |
|            |                                                                 |

|  | Mixe-Zoque       |
|  |                  |
|  | Totonaco-Tepehua |
|  |                  |

## Comparació lèxica
La comparació lèxica dels numerals permet reconstruir les protoformes de les tres famílies, no obstant això les formes reconstruïdes per a cada família no mostren massa similituds:
| GLOSSA | proto- mixe- zoque | proto- totonaco- tepehua | proto- maya | (huave)   |
| ------ | ------------------ | ------------------------ | ----------- | --------- |
| 1      | *tu(m)-            | *-tum                    | *χuun       | nop       |
| 2      | *wis-              | *-tʔu-                   | *kaʔ-       | ihpiw     |
| 3      | *tuku-             | *-(tʔu)tun               | *ʔoš-       | arohpiw   |
| 4      | *mak.tas-          | *-taati                  | *kaŋ        | pikiw     |
| 5      | *moʔos-            | *-kitis                  | *χoʔ-       | akokiaw   |
| 6      | *tuhtu-            | *-čaašaan                | *waq        | anaíw     |
| 7      | *wis.tuhtu-        | *-tuhun                  | *huq        | ayaíw     |
| 8      | *tuku.tuhtu-       | *-ʦayan                  | *waqšaq     | ohpeakiw  |
| 9      | *mak.tas.tuhtu-    | *-nahaaʦa                | *ɓeluŋ      | ohkiyeh   |
| 10     | *mahk-             | *-kaawi                  | *laχuŋ      | gaphpowiw |